# 見えまストレス
株式会社見えまストレス（みえまストレス）は、神奈川県小田原市に本社を置く日本の企業。

## 概要
計測を軸に、社会の“過度なストレス”を取り除く社会課題解決型「ストレス対策の総合商社」として2021年に創業。
心拍変動解析技術を通じてストレスを可視化し、「適切なタイミングでの休息」を促すことでストレスに起因するメンタルヘルス悪化や疲労要因の注意力低下に伴う社会課題の解決、法人においては従業員の体調悪化、さらには休職や離職などの発生を未然に防ぎ、人材（財）を守ること、個人においては自身や家族の異変を早期に察知し、早めの休息を促すことで安心して日々の暮らしを営めるようにすることを目指している。
2025年4月、ストレスケアにおける「応援消費」の文化形成を目指した新たなサービス「推しVacation」立ち上げ。

## 略歴
- 2021年2月12日 - 会社設立
- 2021年5月7日 - 株式会社アビストと概念実証実施
- 2022年6月30日 - NEXCO中日本がコンソーシアム方式により設立したイノベーション交流会主催の「高速道路DXアイデアコンテスト」において、アイデア部門最優秀賞受賞[3]
- 2023年8月1日 - 「見えまストレス」アプリをiPhone版でリリース[4]
- 2025年4月 - 新サービス「推しVacation」を立ち上げ

## 主なサービス
見えまストレス
iPhoneアプリでアンケートと睡眠時間を回答し、人差し指を背面カメラに当てることでストレス度と疲労度を測定。測定結果をチャートにして可視化することにより、自身の疲労度を客観的に把握できる。
測定結果はアプリ上で「見守りユーザー（親アカウント）」に対し、最大5名までの「計測ユーザー（子アカウント）」を設定することで共有することも可能となっている。
推しVacation
ファンが自身の“推し”に旅を贈り、その旅の中で撮影されたオフショット写真や選んだお土産が“返礼グッズ”としてファンのもとに届く、応援参加型のサービス。
推し活をストレスケアの要素から捉え、“推し“が訪れた地域の商品や場所が聖地巡礼やEC商品として紹介されることで当該地域への来訪・商品購入及び地域支援へとつながり、地域経済や企業ブランドの向上へ寄与することを目指している。

## 社員
- 板垣一志 - 代表取締役

## 出演

### ラジオ
- DJ Tomoaki's Radio Show!（2025年4月24日、5月22日、6月26日、7月24日、下北FM）[6][7][8][9][10]

## スピンオフ番組

### 概要
毎月第4木曜日22:00 - 22:40の枠で2025年4月24日から下北FMにて放送中。
初回は「推しVacation」のサービスの紹介とフジコーズファンの会長によるフジコーズの紹介を行った。
2回目からは元フジコーズの三好菜乃をMCに迎え、旅に行く前に視聴者や番組観覧のファンから旅先（箱根）でのおすすめスポットなどを募集した。
3回目は三好と共に一緒に旅に出た山下未愛（元フジコーズ）をゲストに迎え、旅の報告会を行った。なお、この旅の報告会は9月にリアルイベントとしても開催予定である。
4回目は次回の旅の候補地である湯河原町の紹介を行った。

### 出演者
MC
- 三好菜乃（元フジコーズ）

サブMC
- 会長 - クイズコーナーの出題及び構成作家兼ディレクターを担当

ゲスト
- 山下未愛（元フジコーズ）

### スタッフ
- 構成作家兼スタッフ - 会長

### 放送リスト
| 回数 | 放送日        | 放送時間    |
| ---- | ------------- | ----------- |
| 1    | 2025年4月24日 | 22:00-22:40 |
| 2    | 2025年5月22日 | 22:00-22:40 |
| 3    | 2025年6月26日 | 22:00-22:40 |
| 4    | 2025年7月24日 | 22:00-22:40 |